# Јованка Хљуп Ђорђевић
Јованка Хљуп Ђорђевић (Беч, 16. април 1904 — Краљево, 1967) била је првоборац током Другог светског рата. Током рата је била заробљена и са ћерком прво одведена у логор на Бањици, а одатле у Маутхаузен. Након ослобођења живела је у Краљеву. Године 1964. додељена јој је Партизанска споменица 1941.

## Биографија
Јованка Хљуп Ђорђевић рођена је у Бечу 16. априла 1904. године. Њен отац Војтех Кљуп је био Чех. Јованка је 1924. године приступила Комунистичкој партији Аустрије, када је имала 20 година. У Југославију, тачније Краљево, дошла је 1932. године због удаје за Краљевчанина Душана Ђорђевића. Одмах по доласку учланила се у Комунистичку партију Југославије. Пар је ћерку Мирјану добио 1934. године. Због свог родног града Јованка је добила надимак Бечлијка.
Након почетка Другог светског рата Јованка и њен супруг су се прикључили борби у Народноослободилачком покрету. У августу 1941. Јованка је била једна од 90 чланова КПЈ у краљевачком округу. Поред тога, Јованка је такође имала улогу курира између партијске организације у Краљеву и ПК КПЈ за Србију, а у свом стану је пружала уточиште илегалцима. Захваљујући свом брату, који је био секретар Комунистичке партије Аустрије, Јованка Ђорђевић је обезбедила 40 пропусница (нем. Ausweiss), који су омогућавали краљевачким антифашистима слободу кретања ван града, до Београда и Босне.
Године 1943. Немци су стрељали Јованкиног супруга Драгана. У фебруару исте године, током новог таласа хапшења краљевачких комуниста, Јованка је била ухапшена. Након испитивања које су спроводили немачки и бугарски обавештајни официри, из Београда је стигао одред Специјалне полиције. Јованка и њена деветогодишња ћерка Мирјана су биле међу онима које су одвели у логор на Бањици. Мајка и ћерка су убрзо депортоване у логор Розенхајм код Минхена, а одатле у Маутхаузен и на крају у логор са принудним радом Аспан код Беча, где су и дочекале ослобођење. У овом логору су вођене под истим бројем - 3027. У Маутхаузену су над њима вршени тзв. in vivo експерименти, што је уништило њихово здравље. Мирјана је због претрпљених ужаса годинама након рата била нема.
Након рата Јованка је живела у Краљеву. Била је носилац Партизанске споменице 1941. (број 26647). Добила је борачку пензију 1964. године. Преминула је три године касније, 1967. године. Сахрањена је у Алеји заслужних грађана на краљевачком гробљу.